# Saison 1 de The Strain
Chronologie
Saison 2
Cet article présente les épisodes de la première saison de la série télévisée américaine The Strain.

## Épisodes

### Épisode 1:Nuit zéro
- États-Unis /  Canada : 13 juillet 2014 sur FX / FX Canada
- France :
  - 18 février 2015 sur Canal+ Séries
  - 12 juillet 2017 sur M6
- Québec : 31 janvier 2017 sur Z

### Épisode 2:Le Coffre
- États-Unis /  Canada : 20 juillet 2014 sur FX / FX Canada
- France :
  - 18 février 2015 sur Canal+ Séries
  - 12 juillet 2017 sur M6

### Épisode 3:Premiers symptômes
- États-Unis /  Canada : 27 juillet 2014 sur FX / FX Canada
- France : 
  - 25 février 2015 sur Canal+ Séries
  - 19 juillet 2017 sur M6

### Épisode 4:Autopsie du chaos
- États-Unis /  Canada : 3 août 2014 sur FX / FX Canada
- France :
  - 25 février 2015 sur Canal+ Séries
  - 19 juillet 2017 sur M6

### Épisode 5:Fuir ou mourir
- États-Unis /  Canada : 10 août 2014 sur FX / FX Canada
- France :
  - 4 mars 2015 sur Canal+ Séries
  - 26 juillet 2017 sur M6

### Épisode 6:L'Éclipse
- États-Unis /  Canada : 17 août 2014 sur FX / FX Canada
- France :
  - 4 mars 2015 sur Canal+ Séries
  - 26 juillet 2017 sur M6

### Épisode 7:Pour bons et loyaux services
- États-Unis /  Canada : 24 août 2014 sur FX / FX Canada
- France :
  - 11 mars 2015 sur Canal+ Séries
  - 1er juin 2018 sur M6

### Épisode 8:Les Créatures de la nuit
- États-Unis /  Canada : 31 août 2014 sur FX / FX Canada
- France :
  - 11 mars 2015 sur Canal+ Séries
  - 8 juin 2018 sur M6

### Épisode 9:Disparition
- États-Unis /  Canada : 7 septembre 2014 sur FX / FX Canada
- France :
  - 18 mars 2015 sur Canal+ Séries
  - 15 juin 2018 sur M6

### Épisode 10:Les Êtres chair
- États-Unis /  Canada : 14 septembre 2014 sur FX / FX Canada
- France :
  - 18 mars 2015 sur Canal+ Séries
  - 22 juin 2018 sur M6

### Épisode 11:Le Troisième rail
- États-Unis /  Canada : 21 septembre 2014 sur FX / FX Canada
- France :
  - 25 mars 2015 sur Canal+ Séries
  - 29 juin 2018 sur M6

### Épisode 12:L'Extrême-onction
- États-Unis /  Canada : 28 septembre 2014 sur FX / FX Canada
- France :
  - 25 mars 2015 sur Canal+ Séries
  - 6 juillet 2018 sur M6

### Épisode 13:Le Maître
- États-Unis /  Canada : 5 octobre 2014 sur FX / FX Canada
- France :
  - 25 mars 2015 sur Canal+ Séries
  - 12 juillet 2018 sur M6